# Tecla Scarano
Tecla Scarano, född 20 augusti 1894 som Tecla Moretti i Neapel, död 22 december 1978 på samma ort, var en italiensk karaktärsskådespelare med ett mycket brett register. Hon medverkade som flamsig subrett i en mängd revyer och musikaler, som en överbeskyddande medelålders mor i Raffaello Matarazzos filmkomedi Sono stato io! (1937), en skvallerspridande cyniker i den dystert realistiska Barnen ser oss (1943) av Vittorio De Sica och en seriös dramapedagog i Luchino Viscontis klassiker Den vackraste (1951). Scarano spelade under sin långa karriär en mängd sinsemellan mycket olika personligheter och lyckades alltid göra det på ett livfullt och trovärdigt sätt. För en av sina sista filmroller, i De Sicas Giftas på italienska (1964) tilldelades hon det prestigefyllda italienska filmpriset Nastro d'argento för bästa biroll.

## Biografi
Tecla Scarano föddes som dotter till tenoren Giovanni Moretti och operettsångerskan Anna Scarano. Vad hon skulle arbeta med var det aldrig någon diskussion om i familjen och scendebuten ägde rum  i Palermo när hon var nio år gammal. När hon fyllt tio uppträdde hon för första gången i Rom där hon presenterades för publiken som något av ett musikaliskt underbarn. Som tolvåring började hon uppträda regelbundet på scenen i Neapel med musikaliska improvisationer. Delvis på grund av hennes stora framgångar på musikscenen dröjde det till 1917 innan hon debuterade som dramaskådespelare i Raffaele Vivianis teatersällskap. Med sin mångåriga scenvana led hon inte av någon rampfeber och Viviani lät henne gå direkt till huvudroller i flera kända napolitanska pjäser. Framgången blev omedelbar och Scaranos mångsidighet gav henne nya roller i såväl tunga dramer av Vincenzo Scarpetta som lättsamma revyroller i uppsättningar av Michele Galdieri.
Scaranos första filmroll var paradoxalt nog i en stumfilm, Napoli che canta (1926), regisserad av Vincenzo Leone. Därefter dröjde det ett årtionde innan Scarano återkom till filmen, därtill övertalad av Eduardo De Filippo som ville ha med henne i Matarazzos komedi Sono stato io!. Rollen var liten men genomfördes med bravur och öppnade för nya. Hennes verkliga genombrott kom i De Sicas drama Barnen ser oss, där hon spelade ett slags nyhetsförmedling för ett höghus i form av en cynisk och nyfiken hemmafru som inte drar sig för att ta hissen från plan 1 till plan 8 och helt fräckt knacka på dörren för att ”låna några tändstickor” när hon egentligen vill ha reda på om frun i lägenheten har rymt eller bor kvar. Efter De Sicas film var Scarano en efterfrågad karaktärsskådespelare inom filmen under tre årtionden. Sin sista filmroll gjorde Scarano i vännen Eduardo De Filippos komedi Spara forte, più forte … non capisco (1966). Därefter varvade Scarano ner men uppträdde sporadiskt på teaterscenen och i TV där hon gjorde sitt sista framträdande strax före sin död 1978 vid 84 års ålder.